# Cavolo rapa
Il cavolo rapa è una cultivar di Brassica oleracea.

## Descrizione
La parte inferiore del fusto (chiamata "torsa") forma un ingrossamento a forma di globo, di poco staccato dal terreno. La torsa (chiamata impropriamente rapa) ha una consistenza carnosa e costituisce la parte commestibile dell'ortaggio; può avere esteriormente una colorazione bianca, verde o violetta.

## Tecnica colturale
La semina avviene in semenzaio a maggio o giugno. Il trapianto in campo delle piantine è effettuato dopo un paio di mesi. La raccolta viene effettuata in autunno.

## In cucina

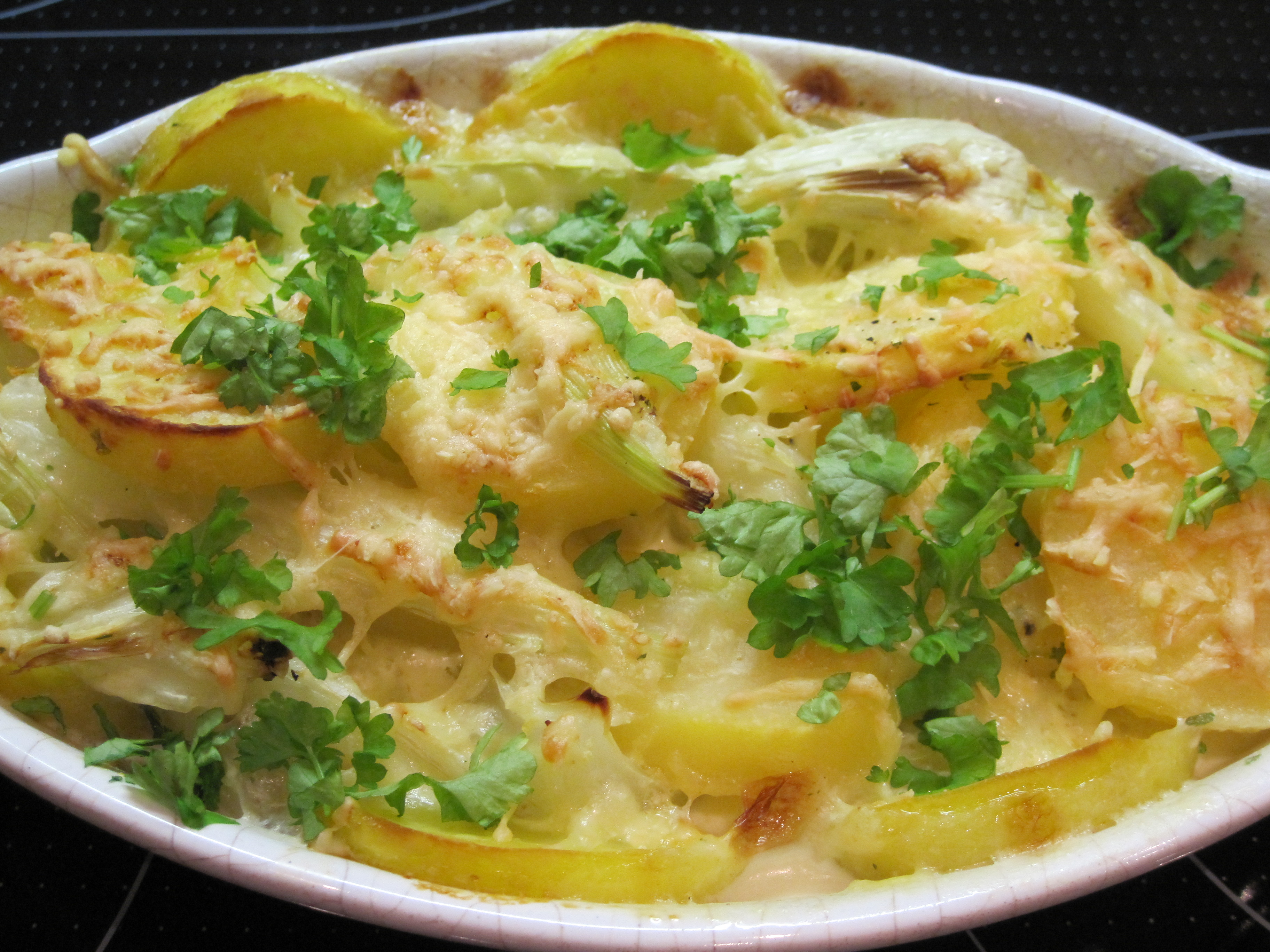
Una ricetta tedesca a base di cavolo-rapa

Il cavolo rapa può essere consumato crudo (nella preparazione di insalate), cotto al vapore o bollito, oppure stufato in padella con olio (o burro) aglio e altre spezie. Le foglie venivano tradizionalmente usate come foraggio.